# Karl Rolla du Rosey
Karl Rolla du Rosey auch Carl Rolas du Rosey u. ä. (* 30. Juni 1784 in Neuruppin; † 4. Mai 1862 in Dresden) war ein preußischer Generalmajor und bedeutender Kunstsammler.

## Leben

### Herkunft und Familie
Karl entstammt einem ursprünglich Schweizerischem Adelsgeschlecht aus dem Kanton Waadt, das spätestens im ausgehenden 17. Jahrhundert in Brandenburgische Dienste kam und ebd., späterhin auch in Ost- und Westpreußen Gutsbesitz an sich bringen konnte. Seine Eltern waren der preußische Major im Infanterieregiment „Prinz Ferdinand“ (Nr. 34) und nachmalige Postmeister in Köslin Karl Friedrich Rolla du Rosey (1742–1807) und Dorothea Sophie geb. von Altrock (1760–1820).
Er vermählte sich am 27. November 1815 in Markt Reutweinsdorf bei Bamberg mit Luise Karoline Julie geb. von Mandelsloh (1787–1857), einzige Tochter des Oberst Johann Heinrich von Mandelsloh. Aus dieser Ehe sind drei Töchter hervorgegangen.

### Werdegang
Nach seinem Schulbesuch in Neuruppin, wurde Karl 1795 Page bei König Friedrich Wilhelm II. Seine Laufbahn in der preußischen Armee begann er 1799 als Fähnrich im Infanterieregiment „von Hahnstein“ (Nr. 51). Im Jahr 1803 avancierte er zum Sekondeleutnant. Im Vierten Koalitionskrieg machte er die Verteidigung von Danzig mit. Nach seinem Wechsel ins 1. Westpreußischen Infanterieregiment (Nr. 6) im Jahr 1808, erhielt er ebd. 1812 seine Beförderung zum Premierleutnant. Als Stabskapitän wurde er 1813 dem 2. Garde-Regiment zu Fuß aggregiert. In den Befreiungskriegen kämpfte er in den Schlachten bei Großgörschen, Bautzen, Dresden, Leipzig, Brienne, Arcis sur Aube und schließlich Paris. Für seinen Einsatz bei Bautzen erhielt er das Eiserne Kreuz II. Klasse, für Paris den Wladimirorden IV. Klasse. Mit seinem Aufstieg zum Kapitän 1815 wurde er auch Kompaniechef, 1816 folgte die Beförderung zum Major im 4. Infanterieregiment. Seine Berufung als Direktor der Divisionsschule der 2. Division von 1821 wurde ihm 1825 bestätigt. Ebenfalls im Jahr 1825 erhielt er das Dienstkreuz. Rolla du Rosey avancierte 1832 zum Oberstleutnant und wurde mit seiner Beförderung zum Oberst im Jahr 1835 auch Kommandeur des 3. Infanterieregiments ad interim. Die Bestätigung als Regimentskommandeur erfolgte 1836. Der Roten Adlerorden IV. Klasse wurde ihm 1837 verliehen und im März 1840 war er kurzzeitig Kommandeur der 12. Landwehrbrigade, wurde aber bereits im April selben Jahres dem 3. Infanterieregiment aggregiert. Der Aufstieg zum Generalmajor kam am 10. September 1840 auf ihn, 1841 die Verleihung des Roten Adlerordens III. Klasse mit Schleife. Am 31. März 1846 wurde er Kommandant von Schweidnitz und erhielt am 25. September selben Jahres den Roten Adlerorden II. Klasse mit Eichenlaub. Zuletzt wurde er 1848 mit der gesetzlichen Pension zur Disposition gestellt.
Er besaß eine große Kunstsammlung (Gemälde, Kupferstiche, Zeichnungen) und eine große Münzsammlung. Sie wurde 1863 bis 1864 auf vier Auktionen von „Rudolph Weigel's Kunst-Auction“ versteigert.